# سبيروس بانتيلياديس
سبيروس بانتيلياديس (باليونانية: Σπύρος Παντελιάδης)‏ مواليد 30 يناير 1977 في أثينا، هو لاعب كرة سلة يوناني. بدأ مسيرته الاحترافية في سنة 1997. يبلغ طوله 6 قدم 3 بوصة (1.9 م).

## المسيرة الاحترافية
لعب مع نادي إيه إي كي لكرة السلة من سنة 2000 إلى 2002، ثم لعب مع نادي ولبة لكرة السلة في سنة 2003، ثم لعب مع سكايلاينرز فرانكفورت في الدوري الألماني في موسم 2004–2005، ثم لعب مع نادي أريس لكرة السلة من سنة 2006 إلى 2008.

## الإنجازات
- كأس اليونان لكرة السلة الفوز: (2001)
- الدوري اليوناني لكرة السلة: (2002)

## روابط خارجية
- سبيروس بانتيلياديس على موقع الدوري الأوروبي لكرة السلة (الإنجليزية)
- سبيروس بانتيلياديس على موقع كرة السلة الأوروبية.كوم (الإنجليزية)
- سبيروس بانتيلياديس على موقع بروبوليرز (الإنجليزية)